# Rangsatz
Der Rangsatz oder Dimensionssatz ist ein Satz aus dem mathematischen Teilgebiet der linearen Algebra. Er zeigt einen Zusammenhang zwischen den Dimensionen der Definitionsmenge, des Kerns und des Bildes einer linearen Abbildung zwischen zwei Vektorräumen auf.

## Satz
Ist {\displaystyle f\colon V\to W} eine lineare Abbildung von einem Vektorraum {\displaystyle V} in einen Vektorraum {\displaystyle W}, dann gilt für die Dimensionen der Definitionsmenge {\displaystyle V}, des Kerns {\displaystyle \mathrm {ker} (f)} und des Bildes {\displaystyle \mathrm {im} (f)} der Abbildung {\displaystyle f} die Gleichung
{\displaystyle \dim V=\dim \mathrm {ker} (f)+\dim \mathrm {im} (f)}.
Verwendet man die Bezeichnungen Defekt {\displaystyle \mathrm {def} (f)} für die Dimension des Kerns und Rang {\displaystyle \mathrm {rk} (f)} (von engl. rank) für die Dimension des Bildes der Abbildung {\displaystyle f}, so lautet der Rangsatz:
{\displaystyle \dim V=\mathrm {def} (f)+\mathrm {rk} (f)}.

## Beweise

### Beweis über den Homomorphiesatz
Der Satz folgt unmittelbar aus dem Homomorphiesatz
{\displaystyle \mathrm {im} (f)\cong V/\mathrm {ker} (f)}.
Da der Faktorraum {\displaystyle V/\mathrm {ker} (f)} isomorph zu einem Komplementärraum {\displaystyle U} von {\displaystyle \mathrm {ker} (f)} in {\displaystyle V} ist, gilt
{\displaystyle \mathrm {im} (f)\cong U}.
Nachdem nun
{\displaystyle V=\mathrm {ker} (f)\oplus U}
ist folgt aus der Äquivalenz von Isomorphie und Gleichheit der Dimension
{\displaystyle \dim V=\dim \mathrm {ker} (f)+\dim U=\dim \mathrm {ker} (f)+\dim \mathrm {im} (f)}.

### Beweis durch Basisergänzung
Ist eine Menge {\displaystyle B\subset \mathrm {ker} (f)} eine Basis von {\displaystyle \mathrm {ker} (f)}, die durch eine Menge {\displaystyle A} mit {\displaystyle A\cap B=\emptyset }  zu einer Basis {\displaystyle A\cup B} von {\displaystyle V} ergänzt wird ({\displaystyle A} ist dann eine Basis eines Komplementärraums von {\displaystyle \mathrm {ker} (f)}), dann ist
{\displaystyle f(A)=\left\{f(a)\mid a\in A\right\}}
eine Basis des Bildes {\displaystyle \mathrm {im} (f)}. Betrachtet man nun die Einschränkung {\displaystyle f^{\prime }} von {\displaystyle f} auf den Spann (die lineare Hülle)
{\displaystyle U=\mathrm {span} (A)},
dann ist {\displaystyle f^{\prime }} injektiv und
{\displaystyle \mathrm {im} (f^{\prime })=\mathrm {im} (f)}.
Somit ist {\displaystyle f^{\prime }} ein Isomorphismus zwischen {\displaystyle U} und dem Bild von {\displaystyle f}. Daher gilt
{\displaystyle \dim V=\left|A\right|+\left|B\right|=\dim U+\dim \mathrm {ker} (f)=\dim \mathrm {im} (f)+\dim \mathrm {ker} (f)}.
Der Homomorphiesatz folgt ebenfalls – durch Übergang vom Komplementärraum zum Faktorraum.

## Umkehrung
Der Satz gilt für Vektorräume beliebiger (auch unendlicher) Dimension. Im endlichdimensionalen Fall lässt sich die Dimension des Bildraums aus der Dimension des Kerns als
{\displaystyle \dim \mathrm {im} (f)=\dim V-\dim \mathrm {ker} (f)}
berechnen. Entsprechend umgekehrt gilt dann auch
{\displaystyle \dim \mathrm {ker} (f)=\dim V-\dim \mathrm {im} (f)}.
Im unendlichdimensionalen Fall lässt sich mittels des Rangsatzes die Dimension des Bildraums nicht aus der Dimension des Kerns (oder umgekehrt) berechnen, wenn der Kern dieselbe Dimension wie der gesamte Raum besitzt. Andernfalls ist die Dimension des Bildraums {\displaystyle W} gleich der Dimension von {\displaystyle V}.

## Verallgemeinerung
Eine weitreichende Verallgemeinerung des Rangsatzes ist die Aussage, dass die alternierende Summe der Dimensionen der einzelnen Komponenten eines Kettenkomplexes gleich der alternierenden Summe der Dimensionen seiner Homologiegruppen ist. Siehe dazu die Euler-Charakteristik eines Kettenkomplexes.